# Distretto di Kamwenge
Il distretto di Kamwenge è un distretto dell'Uganda, situato nella Regione occidentale.